# Torija
Torija es un municipio y localidad española de la provincia de Guadalajara, en la comunidad autónoma de Castilla-La Mancha. El término municipal tiene una población de 1764 habitantes (INE 2024).

## Geografía
| Noroeste: Cañizar                   | Norte: Rebollosa de Hita (Torija), Hita | Nordeste: Trijueque  |
| Oeste: Ciruelas                     |                                         | Este: Valdegrudas    |
| Suroeste: Valdenoches (Guadalajara) | Sur: Aldeanueva de Guadalajara          | Sureste: Valdegrudas |

## Historia

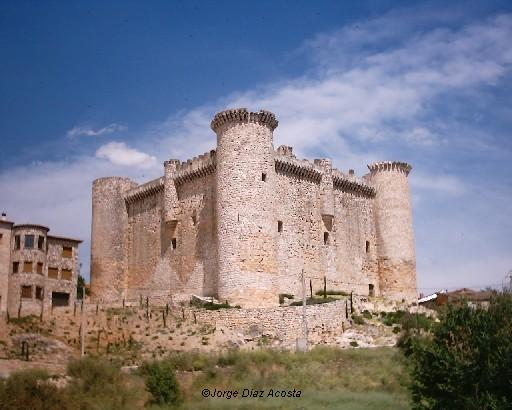
Vista del castillo de Torija

Su situación privilegiada como cruce de caminos y tránsito natural cómodo hacia Aragón, ha hecho que desde tiempos inmemoriales se presuma la presencia del hombre en su entorno. Las primeras reseñas escritas datan de la Reconquista. Su valor estratégico, al final de un amplio valle, hizo que desde muy tempranas fechas se construyera una atalaya de vigilancia, alrededor de la cual se levantaron el resto de las edificaciones del municipio. La historia de Torija corre pues paralela a la de su fortaleza.
En su planta actual el castillo data del siglo XV y fue obra de la familia Mendoza que, desde su llegada a Castilla en el siglo XIV, estuvo vinculada a Torija y a los pueblos de alrededor. Es de planta cuadrada y está hecha con piedra caliza de la Alcarria. Posee tres cubos cilíndricos y una esbelta torre del Homenaje, donde en tiempos se alojaron los señores del castillo. En su interior hay un patio de armas, que tuvo un pozo con agua en el centro. Dejó de ser habitado a finales del siglo XVI y solo en ocasiones excepcionales fue usada para albergar a reyes Carlos V o Felipe II, y a visitantes ilustres.
En sus muros se hicieron fuertes los navarros, en concreto las tropas mandadas por el capitán Juan de Puelles, durante la campaña de Juan II de Navarra en 1445 contra su primo Juan II de Castilla. Pese a ser derrotados en la primera batalla de Olmedo, aquí resistieron los navarros durante siete años las embestidas de las tropas del marqués de Santillana y don Alfonso Carrillo, arzobispo de Toledo. Entonces Torija estaba en el cerro que actualmente está al lado de la ermita que se ve desde la NII, pero fue arrasada la población y reubicada en su situación actual.[cita requerida]
Ya en el siglo XIX, durante la Guerra de la Independencia, el castillo sirvió de refugio al guerrillero Juan Martín el Empecinado, quien acabó volando sus muros para que no pudieran ser utilizados por las tropas francesas.
Hacia mediados del siglo XIX, el lugar tenía contabilizada una población de 422 habitantes. La localidad aparece descrita en el decimoquinto volumen del Diccionario geográfico-estadístico-histórico de España y sus posesiones de Ultramar de Pascual Madoz de la siguiente manera:

TORIJA: v. con ayunt. y estafeta de correos en la prov. de Guadalajara (3 leg.), part. jud. de Brihuega (3), aud. terr. de Madrid (13), c. g. de Castilla la Nueva, dioc. de Toledo (25). sit. en llano y combatida principalmente del viento N., su clima es frio, y las enfermedades mas comunes, pulmonias y dolores artríticos: tiene 178 casas; la consistorial; cárcel; un castillo bastante destruido, propiedad de los condes de Coruña; escuela de instruccion primaria, frecuentada por 70 alumnos, dotada con 2,000 rs.; una igl. parr. (La Asuncion de Ntra. Sra.) servida por un cura y un sacristan: térm.: confina con los de Trijueque, Ciruelas, Aldeanueva y Valdegrudas; dentro de él se encuentran ocho fuentes de buenas aguas, y una ermita (La Soledad): el terreno, que participa de quebrado y llano es de mediana calidad, comprende un monte poblado de roble, y á las salidas y entradas de la v., en mas de media legua de dist., hay arbolado de olmos y chopos, á las orillas de la carretera general de Madrid á Barcelona, principal camino que atraviesa el térm., habiendo también otros que conducen á los pueblos limítrofes: correo: se recibe en su estafeta, por el conductor de la correspondencia general en la carrera indicada. prod.: trigo, centeno, cebada, avena, legumbres, algunas hortalizas, leñas de combustible y buenos pastos, con los que se mantiene ganado lanar, mular y asnal; hay caza de liebres, conejos y perdices: ind.: la agrícola; en 18 de octubre se celebra anualmente una feria que dura tres días, y su principal trálíco lo constituye toda clase de ganados. pobl. 176 vec., 422 alm. cap. prod.: 4.525,800 reales. imp.: 316,810. contr.: 42,120.
Esta pobl. perteneció al señorío de la baronía de Guzman, que constituyó la casa de los Sres. de Algaba. En los trastornos del tiempo de D. Juan II figura esta pobl., habiendo estado posesionados de ella algun tiempo los infantes aragoneses: el arzobispo de Toledo y D. Iñigo López de Mendoza la obligaron por medio de un largo sitio en 1447: su guarnicion la entregó á partido de salir libre.
(Madoz, 1849, p. 31)

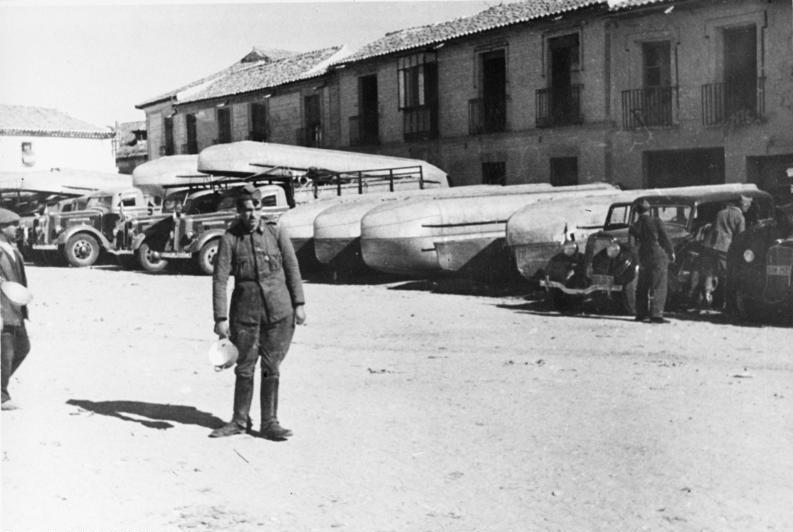
Guerra civil en la localidad

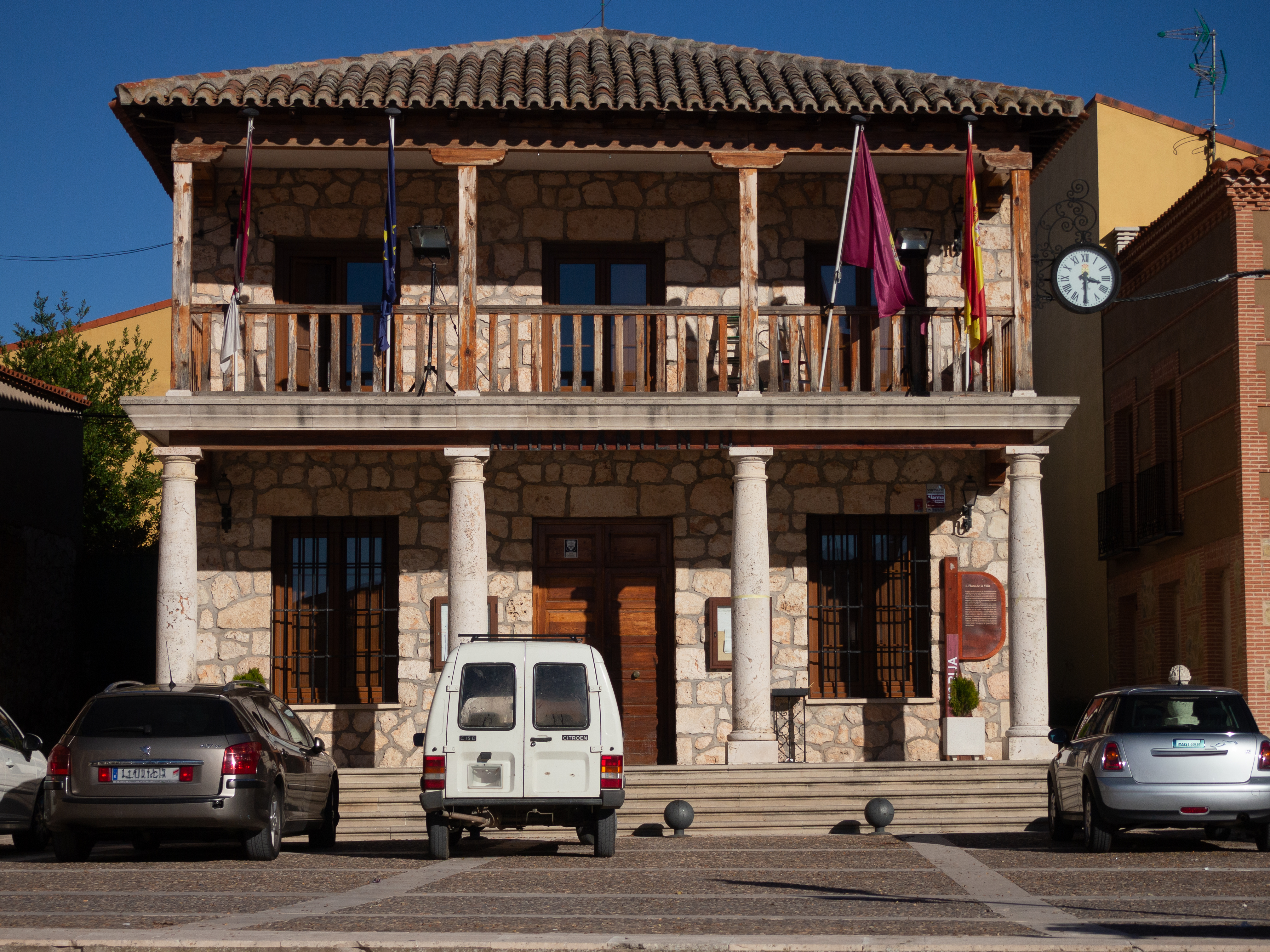
Ayuntamiento de Torija.

Más adelante, a partir del 10 de marzo de 1937, Torija fue el cuartel general de Enrique Líster y Hans Kahle, jefes militares de las brigadas republicanas durante la batalla de Guadalajara. El castillo fue reconstruido en 1962. Se han llevado a cabo obras de embellecimiento y consolidación. La Diputación de Guadalajara ha situado en su interior un centro de interpretación turística de la provincia que repasa la naturaleza, la fauna, la historia, el folklore, y los productos de Guadalajara. En la torre del homenaje se ha creado el Museo del Viaje a la Alcarria, en honor a Camilo José Cela.

## Demografía
Torija cuenta con una población de 1764 habitantes (INE 2024).
| Gráfica de evolución demográfica de Torija entre 1842 y 2021 |
| |
| Población de derecho según los censos de población del INE Población de hecho según los censos de población del INEEntre el censo de 1970 y el anterior, crece el término del municipio porque incorpora a Rebollosa de Hita |

## Tradiciones y festejos

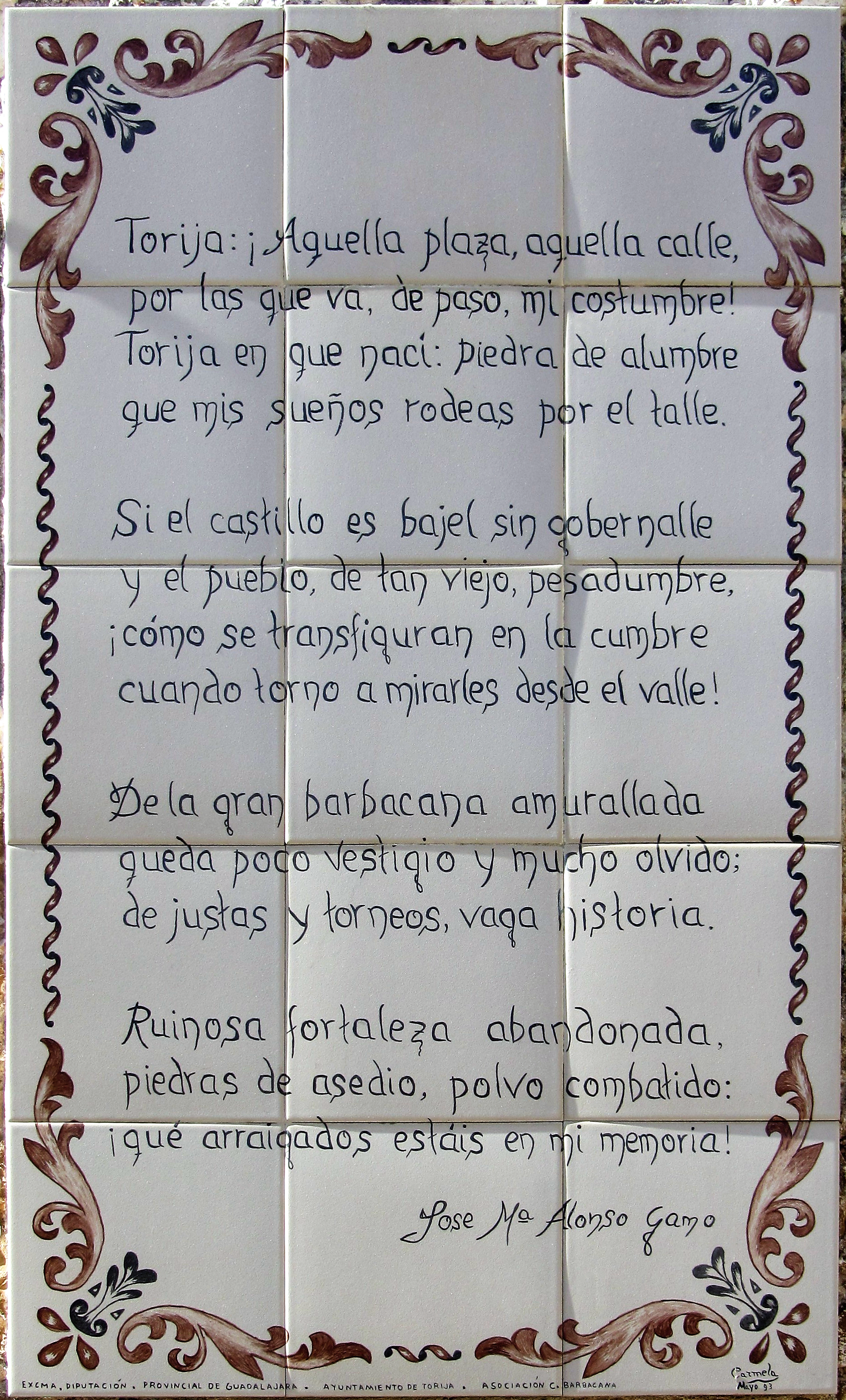
Poema a Torija (José María Alonso Gamo, 1993)

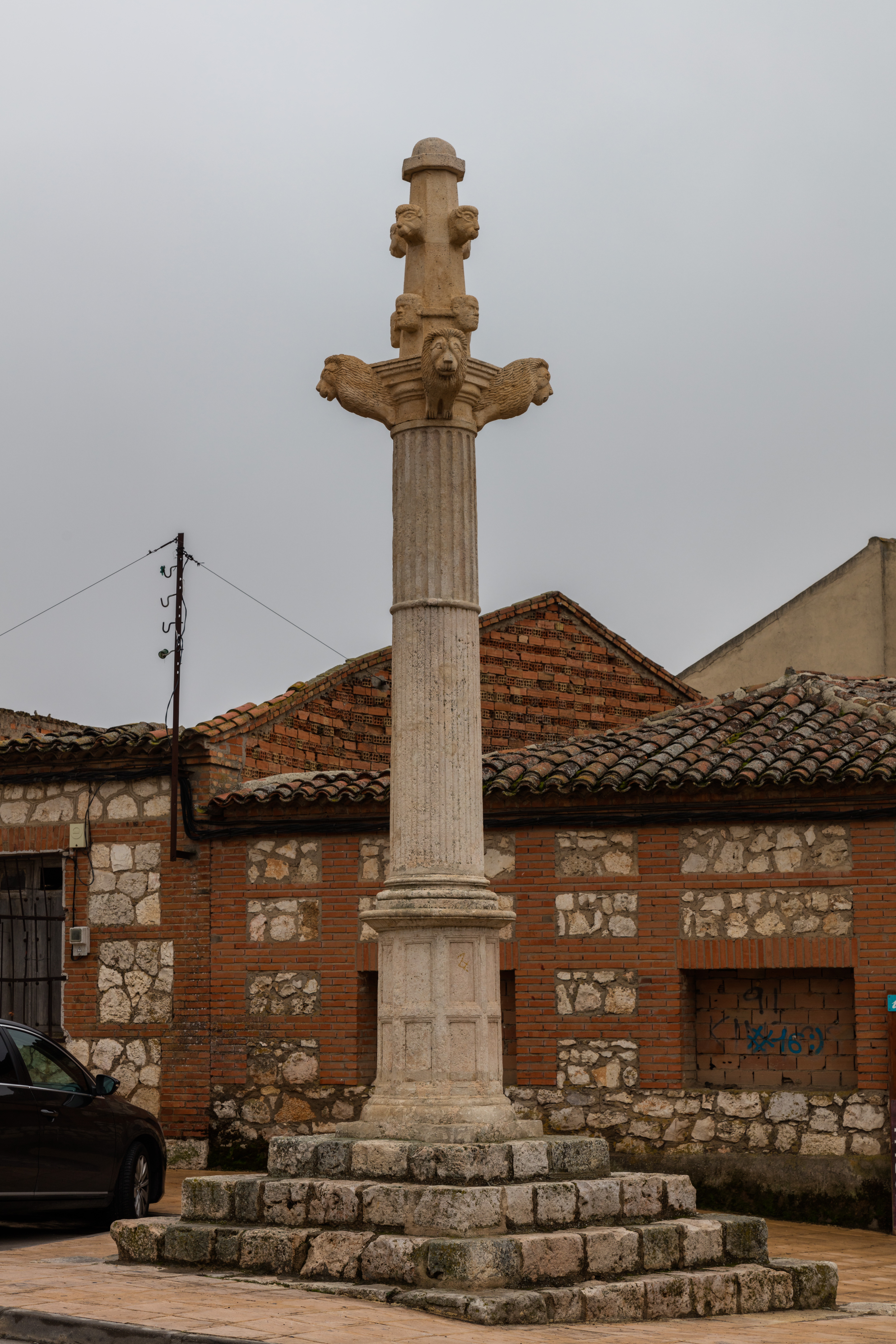
Picota de Torija

Torija conserva un buen número de tradiciones populares de tipo festivo que sirven de reclamo a miles de visitantes en fechas señaladas del año. Desde el medievo contó Torija con una feria de ganado que en poco tiempo fue considerada como una de las más prestigiosas de Castilla y de las más concurridas.
Sin duda la que más raíces ha echado dentro de la cultura popular de la provincia ha sido el Certamen de Rondas Tradicionales Navideñas (Fiesta Declarada de Interés Turístico Regional y Provincial). Todos los años una decena de grupos musicales autóctonos ataviados a la vieja usanza y portando en sus manos instrumentos tradicionales (zambomba, rabel, hierros, botella de anís, panderos,…) participan en un concurso seguido por miles de personas. Tras la actuación en el templo, los diferentes grupos inician la ronda por las calles de la localidad, seguidos por sus acompañantes y haciendo paradas en los diversos puntos del recorrido donde se entregan migas, caldo y chorizos a todos los visitantes. Una fiesta popular al más viejo estilo que ha borrado el amargo sabor dejado por la desaparición de la feria de ganado, que estaba entre las cinco más importantes de España, y que murió hace unos años con la llegada la maquinaria.
Durante el segundo fin de semana de julio, verbenas que se extienden desde el anochecer hasta la madrugada atraena un buen número de gente joven que disfruta de los primeros bailes al aire libre de las noches veraniegas. Después vendrán las fiestas patronales de todos los pueblos de la zona y se iniciará una peregrinación de fiesta en fiesta. El cuarto sábado de julio tiene lugar la Fiesta de la Historia Mercado Medieval, teatro de calles, música medieval.
Las fiestas de Torija, en honor a su patrona la Virgen del Amparo, son de las últimas. Tienen lugar entre los días 6 y 11 de septiembre y en ellas no faltan los encierros de toros por el campo y por las calles de la villa, las corridas de toros, verbenas, actividades culturales y deportivas y el ambiente gastronómico de las Peñas, muy celebrado por los visitantes.
Tradicional es también la fiesta de San Cristóbal, patrono de los automovilistas. 